# 2022-es Formula–1 világbajnokság
A 2022-es Formula–1 világbajnokság sorrendben a 73. Formula–1-es szezon. A versenyeken tíz csapat összesen húsz versenyzője vett részt. A bajnokságot a Nemzetközi Automobil Szövetség szervezte és bonyolította le. Ez a nyitott karosszériás versenyautók legmagasabban rangsorolt kategóriájú bajnoksága.
Az egyéni címvédő az egyszeres világbajnok Max Verstappen volt, aki eredményével megdöntötte az egy évben aratott legtöbb futamgyőzelem rekordját is. Verstappen négy futammal a szezon vége előtt, a szuzukai versenyhétvégén elért győzelmével bebiztosította második világbajnoki címét. A konstruktőri címet az austini amerikai nagydíjon szerezte meg a Red Bull Racing, amely így 2013 után lett újra világbajnok a csapatok között. 

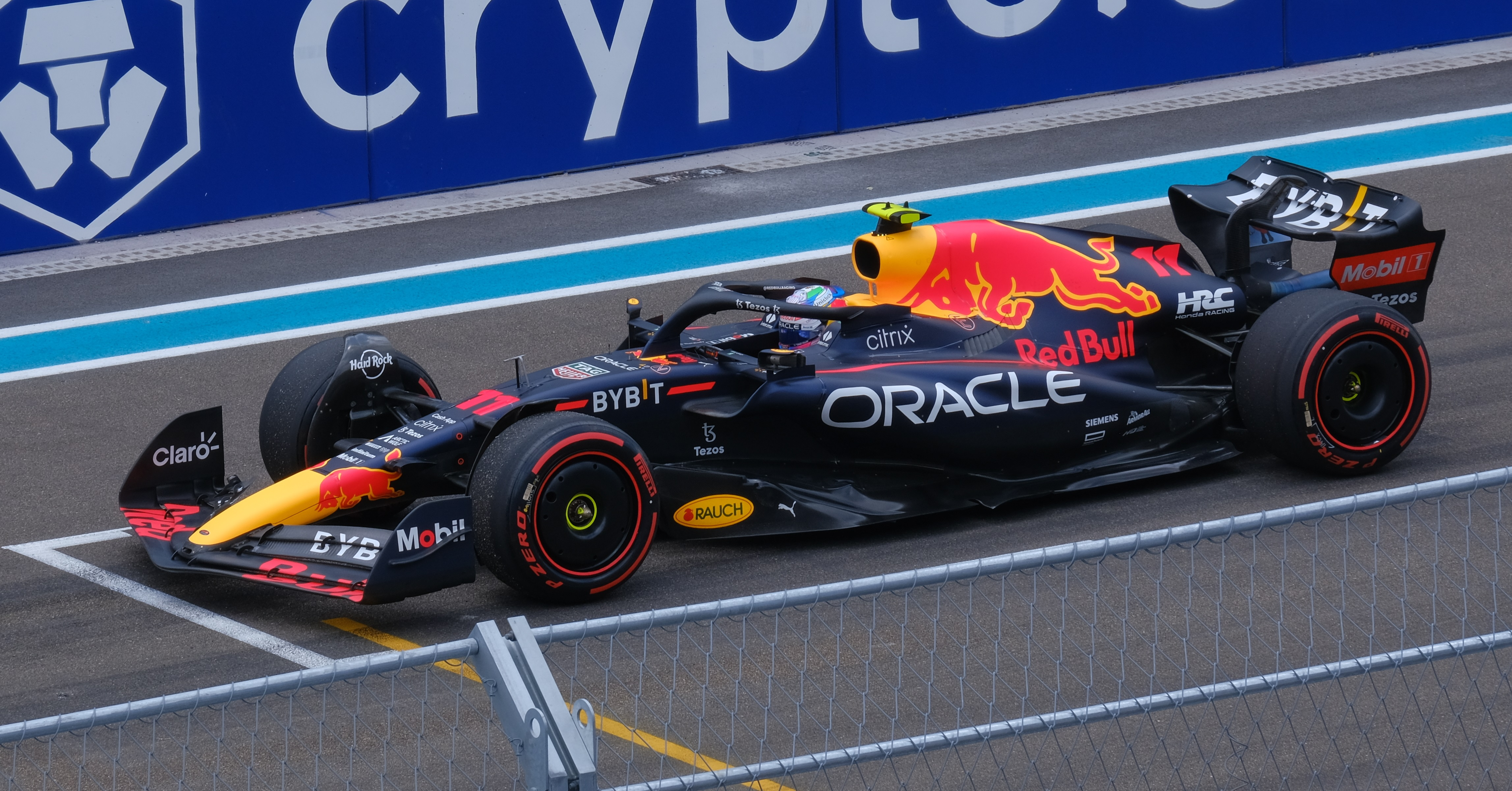
A Red Bull Racing csapata megszerezte ötödik konstruktőri világbajnoki címét

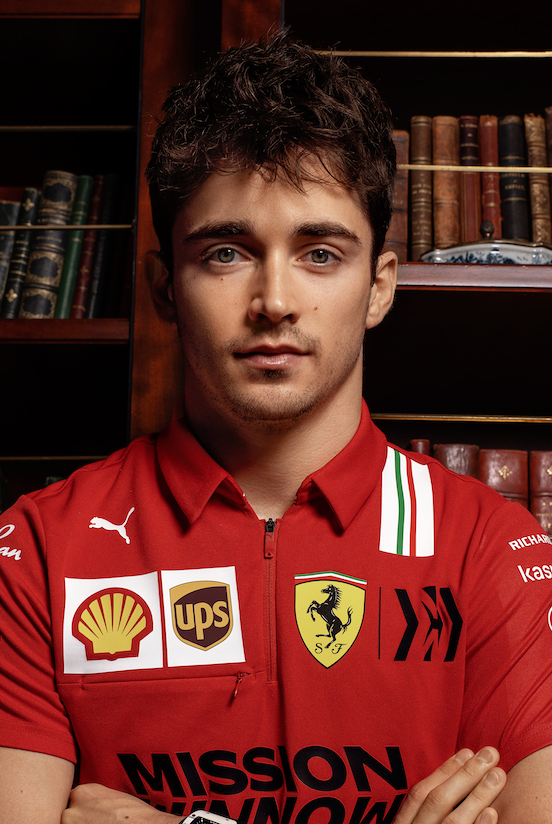
A bajnokságban második helyen Charles Leclerc végzett

## Az új Formula–1

### Technikai szabályok
Az eredetileg 2021-re tervezett szabálymódosítások nagy részét a koronavírus-járvány miatt idénre halasztották.
A bejelentés után a csapatoknak megtiltották, hogy a 2020-as naptári év során az új autóikat fejleszthessék. A pilótákkal konzultáltak az új műszaki előírások kidolgozásáról, hogy megakadályozzák a csapatokat olyan radikális tervek kidolgozásában, amelyek korlátozzák a versenyzők előzési képességét. A Nemzetközi Automobil Szövetség létrehozott egy speciális munkacsoportot (vagy mérnöki bizottságot), amelynek feladata, hogy a közzétételük előtt azonosítsa és zárja be a szabályokban szereplő kiskapukat. Ezek a kiskapuk kiküszöbölése elméletileg megállítja az élcsapatokat abban, hogy uralkodó autójuk legyen, ezáltal szorosabb versenyt tesznek lehetővé az egész mezőnyben, miközben javítja az autók esztétikáját. Ez a filozófia volt az új szabályozások egyik fő célja. A Red Bull mérnöke, Adrian Newey elmondta, hogy ezek a változtatások lehetnek a legjelentősebbek a Formula–1-ben az 1983-as szezon óta.

#### Aerodinamika
Az új műszaki előírások először vezetik be újra a "ground effect" használatát azóta, hogy az 1980-as években betiltották. A Nemzetközi Automobil Szövetség célja az volt, hogy az autók kevésbé legyenek érzékenyek a kelésre, az előzések könnyítése érdekében. Az aerodinamikus tapadás célja, hogy csökkentse a turbulens levegőt az autók mögött, így a pilóták szorosabban tudják majd követni egymást, miközben hasonló szintű leszorítást tartanak fenn, mint az elmúlt években.  Ez egybeesik az autók karosszériájának egyszerűsítésével, így az autó alja lesz az elsődleges forrás.  A további változtatások célja pedig az, hogy korlátozzák a csapatokat az első kerekek körüli légáramlás szabályozására. Ez magába foglalja az összetett aerodinamikai eszközöket, amelyek manipulálják a légáramlást az autó karosszériája körül. Az első szárnyak egyszerűsödnek, csökkentve az aerodinamikai elemek számát és összetettségét. Magának az első szárnynak közvetlenül kell csatlakoznia az orrkúphoz, ezáltal ösztönözve a légáramlást az autó alatt. A hátsó szárnyak szélesebbek lesznek és magasabbra szerelik fel őket, mint az előző években. Az autó alkatrészeit gumival kell bevonni egy esetleges leszakadás vagy letörés utáni kockázatok minimalizálása érdekében. Tovább korlátozzák az aerodinamikai fejlesztések számát is, amit azért vezetnek be, hogy tovább csökkentsék a csapatok költségeit. 2021-ben bevezették a csúszásmérő rendszert az aerodinamikai vizsgálatok szabályozására. E rendszer szerint az előző évi konstruktőri bajnokságban a kevésbé sikeres csapatok több időt kapnak az aerodinamikájuk tesztelésre, míg a sikeresebb csapatok kevesebbet.

#### Motor
Az idei szezontól nem szállít motorokat a Honda a Formula–1-be, így a Red Bull Racing és a Scuderia AlphaTauri csapata a Red Bull saját gyártású motorjait használja az idei évtől, amely motoroknak gyártása a Honda technológiáján alapul.
A 2022-es motorszabályozással kapcsolatos viták 2017-ben kezdődtek és 2018 májusában fejeződtek be. A javasolt szabályozás magába foglalta az MGU-H eltávolítását a motorban alkalmazott technológiák egyszerűsítése érdekében, miközben a maximális fordulatszám-határértéket 3000 fordulat/perc értékkel emelte. A "plug-and-play" elnevezésű szabály kötelezi a motorszállítókat, hogy egyes motor alkatrészeket univerzálisan kompatibilissé tegyenek, lehetővé téve a csapatok számára, hogy alkatrészeiket több beszállítótól szerezzék be. A gyártókra is hasonló szabályozás vonatkozik a kereskedelemben kapható anyagok vonatkozásában, mint az alvázgyártókra 2021-től. A korlátozások célja a motortechnika egyszerűsítése, ugyanakkor a sport vonzóbbá tétele az új belépők számára, de mivel egyetlen új erőforrás-szállító sem kötelezte el magát 2022-től a sportágba, a meglévő beszállítók azt javasolták, hogy tartsák meg a meglévő erőforrás-formulát, hogy csökkentsék az általános fejlesztési költségeket. A csapatok korlátozott számú egyedi komponenseket kapnak, amelyeket fel lehet használni a büntetések kiszabása előtt. A kipufogórendszer hozzáadásra kerül az alkatrészek listájához és a csapatok legfeljebb hatot használhatnak belőle a bajnokság során.

#### Szabványosított alkatrészek
A sport szabványosított alkatrészek sorozatát vezeti be 2022-től, amiket az előírások szerint 2024-ig kell alkalmazni. Ezek az alkatrészek közé tartozik a sebességváltó, az üzemanyag-rendszer és a gumimelegítő. Egyes aerodinamikai alkatrészeket, például a tálcát, amely az autó padlójának elején található, szabványosítani fogják azért, hogy korlátozzák a csapatokat a terület fejlesztésére és versenyelőny szerzésére. Az egyes részeket most az őket körülvevő szabályok tisztázásának módjaként osztályozzák:
- A "felsorolt alkatrészek" az autó azon részeit jelenti, amelyeket a csapatoknak saját maguknak kell megtervezniük.
- A "standard alkatrészek" az autó azon részeinek neve, amelyeket minden csapatnak használnia kell, beleértve a kerékpántokat és a boxutcában használt felszereléseket.
- Az „átruházható alkatrészek” azok, amelyeket egy csapat fejleszthet és eladhat egy másik csapatnak, például a sebességváltót és a tengelykapcsolót.
- Az "előírt alkatrészek" olyan részek, amelyeket a csapatoknak az előírások szerint kell kidolgozniuk. Az előírt alkatrészek közé tartoznak a kerékívek és a kerék aerodinamikája.
- A "nyílt forráskódú alkatrészeket" a csapatok közösen fejleszthetik ki és értékesíthetik az ügyfeleknek. A kormánykerék és a DRS mechanizmus nyílt forráskódú alkatrészként szerepel.

Az alkatrészek kategorizálásának rendszerét a tervezési szabadság érdekében vezették be, mivel az aerodinamikai előírások felülvizsgálata rendkívül korlátozó volt.

#### Gumik
Az idei évtől 33 cm-ről (13 hüvelyk) 46 cm-es (18 hüvelyk) kerekekre kerülnek a gumik. Ezeket a kerekeket 2020-ban bevezették a Formula–2 bajnokságba, hogy teszteljék a gumik viselkedésében bekövetkező változásokat. Eredetileg azt javasolták, hogy tiltsák be a gumimelegítők használatát, amelyek az optimális üzemi hőmérsékletet tartják használaton kívül, de ezt a döntést később visszavonták, miután a Pirelli felszólalt. A gumimelegítők ehelyett szabványosított alkatrésszé válnak és minden csapatnak ugyanazt a terméket kell használnia.

### A versenyhétvégék felépítése
Az eredeti elképzelés szerint a szezon folyamán hat sprintverseny került volna megrendezésre, a bahreini nagydíjon, az emilia-romagnai nagydíjon, a kanadai nagydíjon, az osztrák nagydíjon, a holland nagydíjon és a São Paulo-i nagydíjon. Végül csak az olasz, az osztrák és a brazil pályákon kerül megrendezésre ez az esemény. Hivatalosan már nem sprintkvalifikációnak fogják hívni ezeket az eseményeket, hanem egyszerűen sprintnek. A pontozás is változik, míg az előző idény során az első 3 helyezett kapott 3, 2 illetve 1 pontot, addig 2022-ben már az első 8 helyezett kap 8-1 pontot. A pole-pozíció pedig hivatalosan azt a versenyzőt illeti meg, aki a pénteki időmérőn a leggyorsabb kört futja.

## Átigazolások

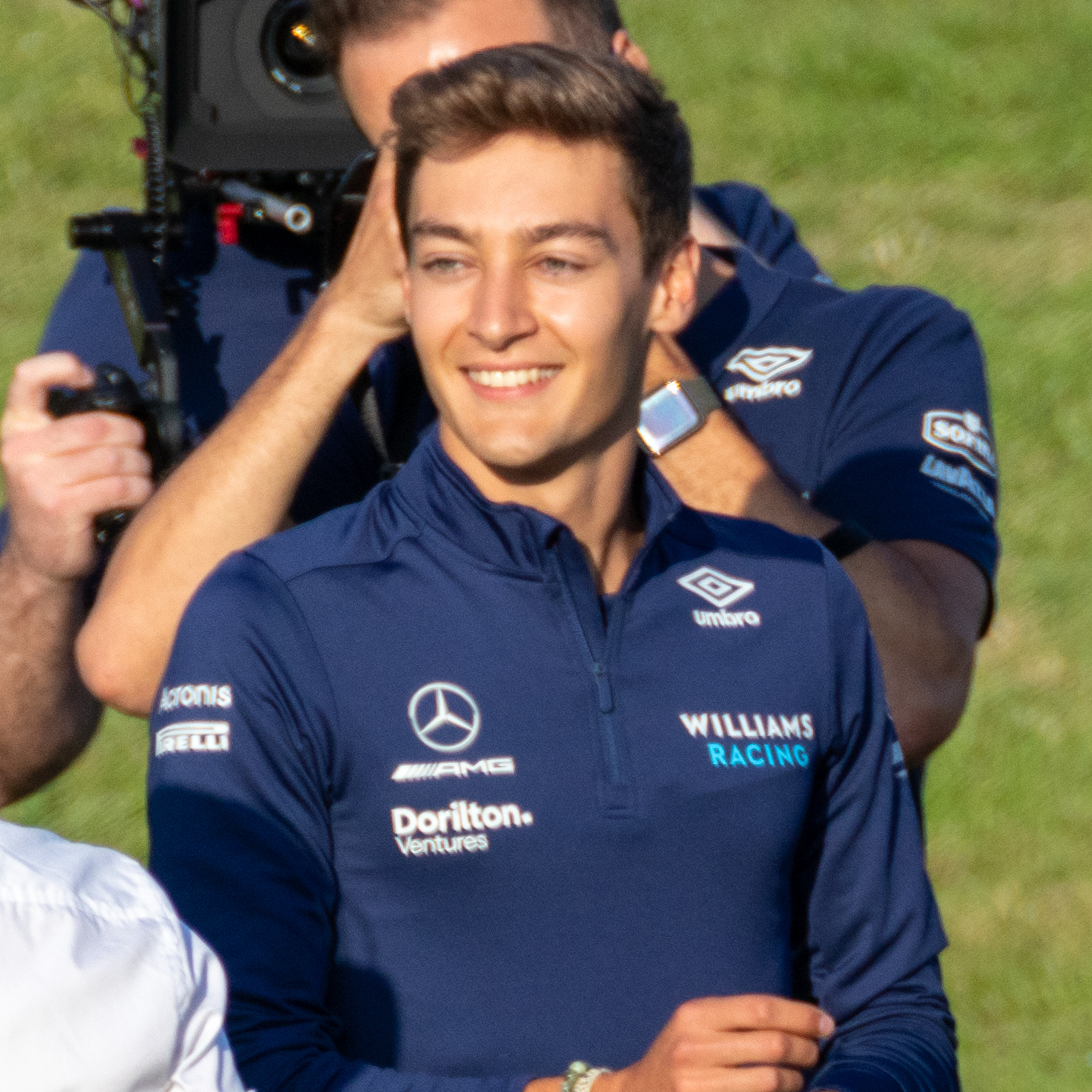
George Russell megszerezte első győzelmét a Formula–1-ben a Mercedesszel, a São Pauló-i nagydíjon

### Csapatváltások
- Valtteri Bottas; Mercedes pilóta → Alfa Romeo pilóta[5]
- George Russell; Williams pilóta → Mercedes pilóta[6]

### Újonc versenyzők
- Csou Kuan-jü; Formula–2, UNI-Virtuosi Racing pilóta → Alfa Romeo pilóta[7]

### Visszatérő versenyzők
- Alexander Albon; DTM, AlphaTauri AF Corse pilóta → Williams pilóta[8]
- Kevin Magnussen; IMSA SportsCar Championship, Cadillac pilóta → Haas F1 Team pilóta[9]

### Távozó versenyzők
- Kimi Räikkönen; Alfa Romeo pilóta → NASCAR, Trackhouse Racing pilóta[10]
- Antonio Giovinazzi; Alfa Romeo pilóta → Formula–E, Dragon/Penske Autosport pilóta[11]
- Nyikita Mazepin; Haas pilóta →  Silk Way Rally, Snag Racing pilóta[12]

### Év közbeni pilótacserék
- Sebastian Vettel koronavírusos lett, így kihagyta a bahreini és a szaúdi nagydíjat.  Nico Hülkenberg váltotta.[13]
- Alexander Albon vakbélgyulladást szenvedett, ezért kihagyta az olasz nagydíjat. Helyére  Nyck de Vries ugrott be.[14]

### Motorszállító-váltások
- A  Red Bull csapata a  Honda motorokat a saját gyártású  Red Bull motorokra cseréli.[2][3]
- Az  AlphaTauri csapata a  Honda motorokat a  Red Bull saját gyártású motorjaira cseréli.[2][3]

### Egyéb
- A Nemzetközi Doppingügynökség orosz sportolókra vonatkozó döntése alapján Nyikita Mazepin és Robert Svarcman nem használhatják hazájuk, Oroszország zászlaját a világbajnokságon, valamint az orosz himnuszt sem játszhatják le a tiszteletükre, amennyiben futamot nyernének.[15]

## A szezon előtt
Új autófejlesztések
| Konstruktőr  | Autó  | Bemutató ideje | Bemutató helye | Forrás |
| ------------ | ----- | -------------- | -------------- | ------ |
| Red Bull     | RB18  | február 9.     | online         | [ 16 ] |
| Mercedes     | W13   | február 18.    | Silverstone    | [ 17 ] |
| Ferrari      | F1-75 | február 17.    | Maranello      | [ 18 ] |
| McLaren      | MCL36 | február 11.    | Woking         | [ 19 ] |
| Alpine       | A522  | február 21.    | online         | [ 20 ] |
| AlphaTauri   | AT03  | február 14.    | online         | [ 21 ] |
| Aston Martin | AMR22 | február 10.    | Gaydon         | [ 22 ] |
| Williams     | FW44  | február 15.    | online         | [ 23 ] |
| Alfa Romeo   | C42   | február 27.    | online         | [ 24 ] |
| Haas         | VF-22 | február 4.     | Cleveland      | [ 25 ] |

Tesztek
| Dátum       | Pálya                          | Város     | Pályarajz | Leggyorsabb versenyző | Csapat           | Idő      | Kör |
| ----------- | ------------------------------ | --------- | --------- | --------------------- | ---------------- | -------- | --- |
| Február 23. | Circuit de Barcelona-Catalunya | Barcelona | Barcelona | Lando Norris          | McLaren-Mercedes | 1.19,568 | 103 |
| Február 24. | Circuit de Barcelona-Catalunya | Barcelona | Barcelona | Charles Leclerc       | Ferrari          | 1.19,689 | 79  |
| Február 25. | Circuit de Barcelona-Catalunya | Barcelona | Barcelona | Lewis Hamilton        | Mercedes         | 1.19,138 | 94  |
| Március 10. | Bahrain International Circuit  | Szahír    | Szahír    | Pierre Gasly          | AlphaTauri-RBPT  | 1.33,902 | 103 |
| Március 11. | Bahrain International Circuit  | Szahír    | Szahír    | Carlos Sainz Jr.      | Ferrari          | 1.33,532 | 60  |
| Március 12. | Bahrain International Circuit  | Szahír    | Szahír    | Max Verstappen        | Red Bull-RBPT    | 1.31,720 | 53  |

## Csapatok
| Csapat                                         | Konstruktőr           | Motor                | Gumi | Rajtszám | Versenyzők       | Versenyek   | Tesztversenyző(k)                    |
| ---------------------------------------------- | --------------------- | -------------------- | ---- | -------- | ---------------- | ----------- | ------------------------------------ |
| Mercedes-AMG Petronas Formula One Team         | Mercedes              | Mercedes             | P    | 44       | Lewis Hamilton   | 1–22        | Stoffel Vandoorne Nyck de Vries      |
| Mercedes-AMG Petronas Formula One Team         | Mercedes              | Mercedes             | P    | 63       | George Russell   | 1–22        | Stoffel Vandoorne Nyck de Vries      |
| Oracle Red Bull Racing                         | Red Bull-RBPT         | Red Bull Powertrains | P    | 1        | Max Verstappen   | 1–22        | Sébastien Buemi                      |
| Oracle Red Bull Racing                         | Red Bull-RBPT         | Red Bull Powertrains | P    | 11       | Sergio Pérez     | 1–22        | Sébastien Buemi                      |
| Scuderia Ferrari                               | Ferrari               | Ferrari              | P    | 16       | Charles Leclerc  | 1–22        | Mick Schumacher Antonio Giovinazzi   |
| Scuderia Ferrari                               | Ferrari               | Ferrari              | P    | 55       | Carlos Sainz Jr. | 1–22        | Mick Schumacher Antonio Giovinazzi   |
| McLaren F1 Team                                | McLaren-Mercedes      | Mercedes             | P    | 3        | Daniel Ricciardo | 1–22        | Will Stevens Oliver Turvey           |
| McLaren F1 Team                                | McLaren-Mercedes      | Mercedes             | P    | 4        | Lando Norris     | 1–22        | Will Stevens Oliver Turvey           |
| BWT Alpine F1 Team                             | Alpine-Renault        | Renault              | P    | 14       | Fernando Alonso  | 1–22        | Danyiil Kvjat Oscar Piastri          |
| BWT Alpine F1 Team                             | Alpine-Renault        | Renault              | P    | 31       | Esteban Ocon     | 1–22        | Danyiil Kvjat Oscar Piastri          |
| Scuderia AlphaTauri                            | AlphaTauri-RBPT       | Red Bull Powertrains | P    | 10       | Pierre Gasly     | 1–22        | Liam Lawson                          |
| Scuderia AlphaTauri                            | AlphaTauri-RBPT       | Red Bull Powertrains | P    | 22       | Cunoda Júki      | 1–22        | Liam Lawson                          |
| Aston Martin Aramco Cognizant Formula One Team | Aston Martin-Mercedes | Mercedes             | P    | 5        | Sebastian Vettel | 3–22        | Nico Hülkenberg                      |
| Aston Martin Aramco Cognizant Formula One Team | Aston Martin-Mercedes | Mercedes             | P    | 18       | Lance Stroll     | 1–22        | Nico Hülkenberg                      |
| Aston Martin Aramco Cognizant Formula One Team | Aston Martin-Mercedes | Mercedes             | P    | 27       | Nico Hülkenberg  | 1–2         | Nico Hülkenberg                      |
| Williams Racing                                | Williams-Mercedes     | Mercedes             | P    | 6        | Nicholas Latifi  | 1–22        | Roy Nissany Jack Aitken              |
| Williams Racing                                | Williams-Mercedes     | Mercedes             | P    | 23       | Alexander Albon  | 1–15, 17–22 | Roy Nissany Jack Aitken              |
| Williams Racing                                | Williams-Mercedes     | Mercedes             | P    | 45       | Nyck de Vries    | 16          | Roy Nissany Jack Aitken              |
| Alfa Romeo F1 Team Orlen                       | Alfa Romeo-Ferrari    | Ferrari              | P    | 24       | Csou Kuan-jü     | 1–22        | Robert Kubica Antonio Giovinazzi     |
| Alfa Romeo F1 Team Orlen                       | Alfa Romeo-Ferrari    | Ferrari              | P    | 77       | Valtteri Bottas  | 1–22        | Robert Kubica Antonio Giovinazzi     |
| Haas F1 Team                                   | Haas-Ferrari          | Ferrari              | P    | 47       | Mick Schumacher  | 1–22        | Pietro Fittipaldi Antonio Giovinazzi |
| Haas F1 Team                                   | Haas-Ferrari          | Ferrari              | P    | 20       | Kevin Magnussen  | 1–22        | Pietro Fittipaldi Antonio Giovinazzi |

### Pénteki tesztpilóták
Az alábbi táblázat azokat a tesztpilótákat sorolja fel, akik lehetőséget kaptak a szezon folyamán, hogy pénteki szabadedzéseken az autóba üljenek.
| Csapat                | Rajtszám | Pilóta             | Futam(ok)                         | Forrás(ok)           |
| --------------------- | -------- | ------------------ | --------------------------------- | -------------------- |
| Mercedes              | 19       | Nyck de Vries      | 12, 20 (FRA, MXC)                 | [ 39 ]               |
| McLaren-Mercedes      | 28       | Álex Palou         | 19 (USA)                          | [ 40 ]               |
| McLaren-Mercedes      | 28       | Patricio O’Ward    | 22 (UAE)                          |                      |
| Aston Martin-Mercedes | 34       | Nyck de Vries      | 16 (ITA)                          |                      |
| Aston Martin-Mercedes | 34       | Felipe Drugovich   | 22 (UAE)                          |                      |
| Red Bull-RBPT         | 36       | Jüri Vips          | 6 (ESP)                           | [ 41 ]               |
| Red Bull-RBPT         | 36       | Liam Lawson        | 22 (UAE)                          |                      |
| Ferrari               | 39       | Robert Svarcman    | 19, 22 (USA, UAE)                 | [ 42 ]               |
| AlphaTauri-RBPT       | 40       | Liam Lawson        | 14, 20 (BEL, MXC)                 | [ 43 ] [ 44 ]        |
| Williams-Mercedes     | 45       | Nyck de Vries      | 6 (ESP)                           | [ 45 ]               |
| Williams-Mercedes     | 45       | Logan Sargeant     | 19, 20–22 (USA, MXC, SAP[a], UAE) | [ 46 ]               |
| Alfa Romeo-Ferrari    | 88       | Robert Kubica      | 6, 12–13, 22 (ESP, FRA, HUN, UAE) | [ 47 ] [ 48 ] [ 49 ] |
| Alfa Romeo-Ferrari    | 98       | Théo Pourchaire    | 19 (USA)                          | [ 50 ]               |
| Haas-Ferrari          | 99       | Antonio Giovinazzi | 16, 19 (ITA, USA)                 | [ 51 ]               |
| Haas-Ferrari          | 51       | Pietro Fittipaldi  | 20, 22 (MXC, UAE)                 | [ 52 ]               |
| Alpine-Renault        | 82       | Jack Doohan        | 20, 22 (MXC, UAE)                 | [ 53 ]               |

Megjegyzések:'
- ↑ a:  — Logan Sargeant rendhagyó módon a szombati második szabadedzésen ül be Alexander Albon autójába, hogy könnyebben megszerezhesse a szuperlicencét.[54]

## Versenynaptár
A teljes, hivatalos 2022-es versenynaptár:
| Verseny | Hivatalos név                                          | Nagydíj                 | Pálya                          | Város        | Versenyhétvége dátuma          | Pályarajz         |
| ------- | ------------------------------------------------------ | ----------------------- | ------------------------------ | ------------ | ------------------------------ | ----------------- |
| 1       | Formula 1 Gulf Air Bahrain Grand Prix 2022             | Bahreini nagydíj        | Bahrain International Circuit  | Szahír       | március 18. - március 20.      | Szahír            |
| 2       | Formula 1 STC Saudi Arabian Grand Prix 2022            | Szaúd-arábiai nagydíj   | Jeddah Street Circuit          | Dzsidda      | március 25. - március 27.      | Dzsidda           |
| 3       | Formula 1 Heineken Australian Grand Prix 2022          | Ausztrál nagydíj        | Albert Park Grand Prix Circuit | Melbourne    | április 8. - április 10.       | Melbourne         |
| 4       | Formula 1 Rolex Gran Premio Dell'Emilia Romagna 2022   | Emilia-romagnai nagydíj | Autodromo Enzo e Dino Ferrari  | Imola        | április 22. - április 24.      | Imola             |
| 5       | Formula 1 Crypto.com Miami Grand Prix 2022             | Miami nagydíj           | Miami International Autodrome  | Miami        | május 6. - május 8.            | Miami             |
| 6       | Formula 1 Pirelli Gran Premio De España 2022           | Spanyol nagydíj         | Circuit de Barcelona-Catalunya | Barcelona    | május 20. - május 22.          | Barcelona         |
| 7       | Formula 1 Grand Prix De Monaco 2022                    | Monacói nagydíj         | Circuit de Monaco              | Monaco       | május 27. - május 29.          | Monte-Carlo       |
| 8       | Formula 1 Azerbaijan Grand Prix 2022                   | Azeri nagydíj           | Baku City Circuit              | Baku         | június 10. - június 12.        | Baku              |
| 9       | Formula 1 AWS Grand Prix Du Canada 2022                | Kanadai nagydíj         | Circuit Gilles Villeneuve      | Montréal     | június 17. - június 19.        | Montreal          |
| 10      | Formula 1 Lenovo British Grand Prix 2022               | Brit nagydíj            | Silverstone Circuit            | Silverstone  | július 1. - július 3.          | Silverstone       |
| 11      | Formula 1 Rolex Grosser Preis Von Österreich 2022      | Osztrák nagydíj         | Red Bull Ring                  | Spielberg    | július 8. - július 10.         | Spielberg         |
| 12      | Formula 1 Lenovo Grand Prix De France 2022             | Francia nagydíj         | Circuit Paul Ricard            | Le Castellet | július 22. - július 24.        | Paul Ricard       |
| 13      | Formula 1 Aramco Magyar Nagydíj 2022                   | Magyar nagydíj          | Hungaroring                    | Mogyoród     | július 29. - július 31.        | Mogyoród          |
| 14      | Formula 1 Rolex Belgian Grand Prix 2022                | Belga nagydíj           | Circuit de Spa-Francorchamps   | Spa          | augusztus 26. - augusztus 28.  | Spa-Francorchamps |
| 15      | Formula 1 Heineken Dutch Grand Prix 2022               | Holland nagydíj         | Circuit Zandvoort              | Zandvoort    | szeptember 2. - szeptember 4.  | Zandvoort         |
| 16      | Formula 1 Pirelli Gran Premio D’italia 2022            | Olasz nagydíj           | Autodromo Nazionale Monza      | Monza        | szeptember 9. - szeptember 11. | Monza             |
| 17      | Formula 1 Singapore Airlines Singapore Grand Prix 2022 | Szingapúri nagydíj      | Marina Bay Street Circuit      | Szingapúr    | szeptember 30. - október 2.    | Szingapúr         |
| 18      | Formula 1 Honda Japanese Grand Prix 2022               | Japán nagydíj           | Suzuka Circuit                 | Szuzuka      | október 7. - október 9.        | Suzuka            |
| 19      | Formula 1 Aramco United States Grand Prix 2022         | Amerikai nagydíj        | Circuit of the Americas        | Austin       | október 21. - október 23.      | Austin            |
| 20      | Formula 1 Gran Premio De La Ciudad México 2022         | Mexikóvárosi nagydíj    | Autódromo Hermanos Rodríguez   | Mexikóváros  | október 28. - október 30.      | Mexikóváros       |
| 21      | Formula 1 Heineken Grande Prêmio De São Paulo 2022     | São Paulo-i nagydíj     | Autódromo José Carlos Pace     | São Paulo    | november 11. - november 13.    | São Paulo         |
| 22      | Formula 1 Etihad Airways Abu Dhabi Grand Prix 2022     | Abu-Dzabi nagydíj       | Yas Marina Circuit             | Abu-Dzabi    | november 18. - november 20.    | Abu-Dzabi         |

| Nagydíj       | Pálya          | Város  | Eredeti dátum  | Pályarajz | Státusz | Törlés/felfüggesztés indoka: |
| ------------- | -------------- | ------ | -------------- | --------- | ------- | ---------------------------- |
| Orosz nagydíj | Sochi Autodrom | Szocsi | szeptember 25. | Szocsi    | Törölve | 2022-es orosz ukrán háború   |

## Nagydíjak
| #  | Nagydíj             | Pole-pozíció     | Leggyorsabb kör  | Győztes pilóta   | Győztes konstruktőr | A nap versenyzője | Összefoglaló | Listavezető     | Előny |
| -- | ------------------- | ---------------- | ---------------- | ---------------- | ------------------- | ----------------- | ------------ | --------------- | ----- |
| 1  | Bahreini nagydíj    | Charles Leclerc  | Charles Leclerc  | Charles Leclerc  | Ferrari             | Charles Leclerc   | Összefoglaló | Charles Leclerc | 8     |
| 2  | Szaúd-arábiai nd.   | Sergio Pérez     | Charles Leclerc  | Max Verstappen   | Red Bull            | Charles Leclerc   | Összefoglaló | Charles Leclerc | 12    |
| 3  | Ausztrál nagydíj    | Charles Leclerc  | Charles Leclerc  | Charles Leclerc  | Ferrari             | Charles Leclerc   | Összefoglaló | Charles Leclerc | 34    |
| 4  | Emilia-romagnai nd. | Max Verstappen   | Max Verstappen   | Max Verstappen   | Red Bull            | Max Verstappen    | Összefoglaló | Charles Leclerc | 27    |
| 5  | Miami nagydíj       | Charles Leclerc  | Max Verstappen   | Max Verstappen   | Red Bull            | Max Verstappen    | Összefoglaló | Charles Leclerc | 19    |
| 6  | Spanyol nagydíj     | Charles Leclerc  | Sergio Pérez     | Max Verstappen   | Red Bull            | Lewis Hamilton    | Összefoglaló | Max Verstappen  | 6     |
| 7  | Monacói nagydíj     | Charles Leclerc  | Lando Norris     | Sergio Pérez     | Red Bull            | Sergio Pérez      | Összefoglaló | Max Verstappen  | 9     |
| 8  | Azeri nagydíj       | Charles Leclerc  | Sergio Pérez     | Max Verstappen   | Red Bull            | Lewis Hamilton    | Összefoglaló | Max Verstappen  | 21    |
| 9  | Kanadai nagydíj     | Max Verstappen   | Carlos Sainz Jr. | Max Verstappen   | Red Bull            | Charles Leclerc   | Összefoglaló | Max Verstappen  | 46    |
| 10 | Brit nagydíj        | Carlos Sainz Jr. | Lewis Hamilton   | Carlos Sainz Jr. | Ferrari             | Sergio Pérez      | Összefoglaló | Max Verstappen  | 34    |
| 11 | Osztrák nagydíj     | Max Verstappen   | Max Verstappen   | Charles Leclerc  | Ferrari             | Mick Schumacher   | Összefoglaló | Max Verstappen  | 38    |
| 12 | Francia nagydíj     | Charles Leclerc  | Carlos Sainz Jr. | Max Verstappen   | Red Bull            | Carlos Sainz Jr.  | Összefoglaló | Max Verstappen  | 63    |
| 13 | Magyar nagydíj      | George Russell   | Lewis Hamilton   | Max Verstappen   | Red Bull            | Max Verstappen    | Összefoglaló | Max Verstappen  | 80    |
| 14 | Belga nagydíj       | Carlos Sainz Jr. | Max Verstappen   | Max Verstappen   | Red Bull            | Max Verstappen    | Összefoglaló | Max Verstappen  | 93    |
| 15 | Holland nagydíj     | Max Verstappen   | Max Verstappen   | Max Verstappen   | Red Bull            | Max Verstappen    | Összefoglaló | Max Verstappen  | 109   |
| 16 | Olasz nagydíj       | Charles Leclerc  | Sergio Pérez     | Max Verstappen   | Red Bull            | Nyck de Vries     | Összefoglaló | Max Verstappen  | 116   |
| 17 | Szingapúri nagydíj  | Charles Leclerc  | George Russell   | Sergio Pérez     | Red Bull            | Sergio Pérez      | Összefoglaló | Max Verstappen  | 104   |
| 18 | Japán nagydíj       | Max Verstappen   | Csou Kuan-jü     | Max Verstappen   | Red Bull            | Sebastian Vettel  | Összefoglaló | Max Verstappen  | 113   |
| 19 | Amerikai nagydíj    | Carlos Sainz Jr. | George Russell   | Max Verstappen   | Red Bull            | Sebastian Vettel  | Összefoglaló | Max Verstappen  | 124   |
| 20 | Mexikóvárosi nd.    | Max Verstappen   | George Russell   | Max Verstappen   | Red Bull            | Daniel Ricciardo  | Összefoglaló | Max Verstappen  | 136   |
| 21 | São Paulo-i nd.     | Kevin Magnussen  | George Russell   | George Russell   | Mercedes            | Lewis Hamilton    | Összefoglaló | Max Verstappen  | 139   |
| 22 | Abu-dzabi nagydíj   | Max Verstappen   | Lando Norris     | Max Verstappen   | Red Bull            | Sebastian Vettel  | Összefoglaló | Max Verstappen  | 146   |

## Eredmények
Pontozás a Sprintfutamon:
| Helyezés | 1. | 2. | 3. | 4. | 5. | 6. | 7. | 8. | 9–20. |
| -------- | -- | -- | -- | -- | -- | -- | -- | -- | ----- |
| Pont     | 8  | 7  | 6  | 5  | 4  | 3  | 2  | 1  | 0     |

Pontozás a Főfutamon:
| Helyezés | 1. | 2. | 3. | 4. | 5. | 6. | 7. | 8. | 9. | 10. | 11–20. | leggyorsabb kör |
| -------- | -- | -- | -- | -- | -- | -- | -- | -- | -- | --- | ------ | --------------- |
| Pont     | 25 | 18 | 15 | 12 | 10 | 8  | 6  | 4  | 2  | 1   | 0      | 1               |

(Félkövér: pole-pozíció, dőlt: leggyorsabb kör, a színkódokról részletes információ itt található)

### Versenyzők
| #   | Versenyző        | Rajt- szám | BHR | SAU | AUS | EMI | MIA | ESP | MON | AZE | CAN | GBR | AUT | FRA | HUN | BEL | NED | ITA | SIN | JPN | USA | MXC | SAP | ABU | Pont |
| --- | ---------------- | ---------- | --- | --- | --- | --- | --- | --- | --- | --- | --- | --- | --- | --- | --- | --- | --- | --- | --- | --- | --- | --- | --- | --- | ---- |
| 1.  | Max Verstappen   | 1          | 19† | 1   | ki  | 1   | 1   | 1   | 3   | 1   | 1   | 7   | 2   | 1   | 1   | 1   | 1   | 1   | 7   | 1   | 1   | 1   | 6   | 1   | 454  |
| 2.  | Charles Leclerc  | 16         | 1   | 2   | 1   | 6   | 2   | ki  | 4   | ki  | 5   | 4   | 1   | ki  | 6   | 6   | 3   | 2   | 2   | 3   | 3   | 6   | 4   | 2   | 308  |
| 3.  | Sergio Pérez     | 11         | 18† | 4   | 2   | 2   | 4   | 2   | 1   | 2   | ki  | 2   | ki  | 4   | 5   | 2   | 5   | 6   | 1   | 2   | 4   | 3   | 7   | 3   | 305  |
| 4.  | George Russell   | 63         | 4   | 5   | 3   | 4   | 5   | 3   | 5   | 3   | 4   | ki  | 4   | 3   | 3   | 4   | 2   | 3   | 14  | 8   | 5   | 4   | 1   | 5   | 275  |
| 5.  | Carlos Sainz Jr. | 55         | 2   | 3   | ki  | ki  | 3   | 4   | 2   | ki  | 2   | 1   | ki  | 5   | 4   | 3   | 8   | 4   | 3   | ki  | ki  | 5   | 3   | 4   | 246  |
| 6.  | Lewis Hamilton   | 44         | 3   | 10  | 4   | 13  | 6   | 5   | 8   | 4   | 3   | 3   | 3   | 2   | 2   | ki  | 4   | 5   | 9   | 5   | 2   | 2   | 2   | 18† | 240  |
| 7.  | Lando Norris     | 4          | 15  | 7   | 5   | 3   | ki  | 8   | 6   | 9   | 15  | 6   | 7   | 7   | 7   | 12  | 7   | 7   | 4   | 10  | 6   | 9   | ki  | 6   | 122  |
| 8.  | Esteban Ocon     | 31         | 7   | 6   | 7   | 14  | 8   | 7   | 12  | 10  | 6   | ki  | 5   | 8   | 9   | 7   | 9   | 11  | ki  | 4   | 11  | 8   | 8   | 7   | 92   |
| 9.  | Fernando Alonso  | 14         | 9   | ki  | 17  | ki  | 11  | 9   | 7   | 7   | 9   | 5   | 10  | 6   | 8   | 5   | 6   | ki  | ki  | 7   | 7   | 19† | 5   | ki  | 81   |
| 10. | Valtteri Bottas  | 77         | 6   | ki  | 8   | 5   | 7   | 6   | 9   | 11  | 7   | ki  | 11  | 14  | 20† | ki  | ki  | 13  | 11  | 15  | ki  | 10  | 9   | 15  | 49   |
| 11. | Daniel Ricciardo | 3          | 14  | ki  | 6   | 18  | 13  | 12  | 13  | 8   | 11  | 13  | 9   | 9   | 15  | 15  | 17  | ki  | 5   | 11  | 16  | 7   | ki  | 9   | 37   |
| 12. | Sebastian Vettel | 5          | vi  |     | ki  | 8   | 17† | 11  | 10  | 6   | 12  | 9   | 17  | 11  | 10  | 8   | 14  | ki  | 8   | 6   | 8   | 14  | 11  | 10  | 37   |
| 13. | Kevin Magnussen  | 20         | 5   | 9   | 14  | 9   | 16† | 17  | ki  | ki  | 17  | 10  | 8   | ki  | 16  | 16  | 15  | 16  | 12  | 14  | 9   | 17  | ki  | 17  | 25   |
| 14. | Pierre Gasly     | 10         | ki  | 8   | 9   | 12  | ki  | 13  | 11  | 5   | 14  | ki  | 15  | 12  | 12  | 9   | 11  | 8   | 10  | 18  | 14  | 11  | 14  | 14  | 23   |
| 15. | Lance Stroll     | 18         | 12  | 13  | 12  | 10  | 10  | 15  | 14  | 16† | 10  | 11  | 13  | 10  | 11  | 11  | 10  | ki  | 6   | 12  | ki  | 15  | 10  | 8   | 18   |
| 16. | Mick Schumacher  | 47         | 11  | ni  | 13  | 17  | 15  | 13  | ki  | 14  | ki  | 8   | 6   | 15  | 14  | 17  | 13  | 12  | 13  | 17  | 15  | 16  | 13  | 16  | 12   |
| 17. | Cunoda Júki      | 22         | 8   | ni  | 15  | 7   | 12  | 10  | 17  | 13  | ki  | 14  | 16  | ki  | 19  | 13  | ki  | 14  | ki  | 13  | 10  | ki  | 17  | 11  | 12   |
| 18. | Csou Kuan-jü     | 24         | 10  | 11  | 11  | 15  | ki  | ki  | 16  | ki  | 8   | ki  | 14  | 16† | 13  | 14  | 16  | 10  | ki  | 16  | 12  | 13  | 12  | 12  | 6    |
| 19. | Alexander Albon  | 23         | 13  | 14† | 10  | 11  | 9   | 18  | ki  | 12  | 13  | ki  | 12  | 13  | 17  | 10  | 12  | vi  | ki  | ki  | 13  | 12  | 15  | 13  | 4    |
| 20. | Nicholas Latifi  | 6          | 16  | ki  | 16  | 16  | 14  | 16  | 15  | 15  | 16  | 12  | ki  | ki  | 18  | 18  | 18  | 15  | ki  | 9   | 17  | 18  | 16  | 19† | 2    |
| 21. | Nyck de Vries    | 45         |     |     |     |     |     |     |     |     |     |     |     |     |     |     |     | 9   |     |     |     |     |     |     | 2    |
| 22. | Nico Hülkenberg  | 27         | 17  | 12  |     |     |     |     |     |     |     |     |     |     |     |     |     |     |     |     |     |     |     |     | 0    |
| #   | Versenyző        | Rajt- szám | BHR | SAU | AUS | EMI | MIA | ESP | MON | AZE | CAN | GBR | AUT | FRA | HUN | BEL | NED | ITA | SIN | JPN | USA | MXC | SAP | ABU | Pont |

Megjegyzés:
- † – Nem fejezte be a futamot, de rangsorolva lett, mert teljesítette a versenytáv 90%-át.

### Konstruktőrök
| #   | Csapat                | Rajt- szám | BHR | SAU | AUS | EMI | MIA | ESP | MON | AZE | CAN | GBR | AUT | FRA | HUN | BEL | NED | ITA | SIN | JPN | USA | MXC | SAP | ABU | Pont |
| --- | --------------------- | ---------- | --- | --- | --- | --- | --- | --- | --- | --- | --- | --- | --- | --- | --- | --- | --- | --- | --- | --- | --- | --- | --- | --- | ---- |
| 1.  | Red Bull              | 1          | 19† | 1   | ki  | 1   | 1   | 1   | 3   | 1   | 1   | 7   | 2   | 1   | 1   | 1   | 1   | 1   | 7   | 1   | 1   | 1   | 6   | 1   | 759  |
| 1.  | Red Bull              | 11         | 18† | 4   | 2   | 2   | 4   | 2   | 1   | 2   | ki  | 2   | ki  | 4   | 5   | 2   | 5   | 6   | 1   | 2   | 4   | 3   | 7   | 3   | 759  |
| 2.  | Ferrari               | 16         | 1   | 2   | 1   | 6   | 2   | ki  | 4   | ki  | 5   | 4   | 1   | ki  | 6   | 6   | 3   | 2   | 2   | 3   | 3   | 6   | 4   | 2   | 554  |
| 2.  | Ferrari               | 55         | 2   | 3   | ki  | ki  | 3   | 4   | 2   | ki  | 2   | 1   | ki  | 5   | 4   | 3   | 8   | 4   | 3   | ki  | ki  | 5   | 3   | 4   | 554  |
| 3.  | Mercedes              | 44         | 3   | 10  | 4   | 13  | 6   | 5   | 8   | 4   | 3   | 3   | 3   | 2   | 2   | ki  | 4   | 5   | 9   | 5   | 2   | 2   | 2   | 18† | 515  |
| 3.  | Mercedes              | 63         | 4   | 5   | 3   | 4   | 5   | 3   | 5   | 3   | 4   | ki  | 4   | 3   | 3   | 4   | 2   | 3   | 14  | 8   | 5   | 4   | 1   | 5   | 515  |
| 4.  | Alpine-Renault        | 14         | 9   | ki  | 17  | ki  | 11  | 9   | 7   | 7   | 9   | 5   | 10  | 6   | 8   | 5   | 6   | ki  | ki  | 7   | 7   | 19† | 5   | ki  | 173  |
| 4.  | Alpine-Renault        | 31         | 7   | 6   | 7   | 14  | 8   | 7   | 12  | 10  | 6   | ki  | 5   | 8   | 9   | 7   | 9   | 11  | ki  | 4   | 11  | 8   | 8   | 7   | 173  |
| 5.  | McLaren-Mercedes      | 3          | 14  | ki  | 6   | 18  | 13  | 12  | 13  | 8   | 11  | 13  | 9   | 9   | 15  | 15  | 17  | ki  | 5   | 11  | 16  | 7   | ki  | 9   | 159  |
| 5.  | McLaren-Mercedes      | 4          | 15  | 7   | 5   | 3   | ki  | 8   | 6   | 9   | 15  | 6   | 7   | 7   | 7   | 12  | 7   | 7   | 4   | 10  | 6   | 9   | ki  | 6   | 159  |
| 6.  | Alfa Romeo-Ferrari    | 24         | 10  | 11  | 11  | 15  | ki  | ki  | 16  | ki  | 8   | ki  | 14  | 16† | 13  | 14  | 16  | 10  | ki  | 16  | 11  | 13  | 12  | 12  | 55   |
| 6.  | Alfa Romeo-Ferrari    | 77         | 6   | ki  | 8   | 5   | 7   | 6   | 9   | 11  | 7   | ki  | 11  | 14  | 20† | ki  | ki  | 13  | 11  | 15  | ki  | 10  | 9   | 15  | 55   |
| 7.  | Aston Martin-Mercedes | 5          | vi  |     | ki  | 8   | 17† | 11  | 10  | 6   | 12  | 9   | 17  | 11  | 10  | 8   | 14  | ki  | 8   | 6   | 8   | 14  | 11  | 10  | 55   |
| 7.  | Aston Martin-Mercedes | 18         | 12  | 13  | 12  | 10  | 10  | 15  | 14  | 16† | 10  | 11  | 13  | 10  | 11  | 11  | 10  | ki  | 6   | 12  | ki  | 15  | 10  | 8   | 55   |
| 7.  | Aston Martin-Mercedes | 27         | 17  | 12  |     |     |     |     |     |     |     |     |     |     |     |     |     |     |     |     |     |     |     |     | 55   |
| 8.  | Haas-Ferrari          | 20         | 5   | 9   | 8   | 9   | 16† | 17  | ki  | ki  | 17  | 10  | 8   | ki  | 16  | 16  | 15  | 16  | 12  | 14  | 9   | 17  | ki  | 17  | 37   |
| 8.  | Haas-Ferrari          | 47         | 11  | ni  | 13  | 17  | 15  | 13  | ki  | 14  | ki  | 8   | 6   | 15  | 14  | 17  | 13  | 12  | 13  | 17  | 14  | 16  | 13  | 16  | 37   |
| 9.  | AlphaTauri-Red Bull   | 10         | ki  | 8   | 9   | 12  | ki  | 13  | 11  | 5   | 14  | ki  | 15  | 12  | 12  | 9   | 11  | 8   | 10  | 18  | 13  | 11  | 14  | 14  | 35   |
| 9.  | AlphaTauri-Red Bull   | 22         | 8   | ni  | 15  | 12  | 7   | 10  | 17  | 13  | ki  | 14  | 16  | ki  | 19  | 13  | ki  | 14  | ki  | 13  | 10  | ki  | 17  | 11  | 35   |
| 10. | Williams-Mercedes     | 6          | 16  | ki  | 16  | 16  | 14  | 16  | 15  | 15  | 16  | 12  | ki  | ki  | 18  | 18  | 18  | 15  | ki  | 9   | 17  | 18  | 16  | 19† | 8    |
| 10. | Williams-Mercedes     | 23         | 13  | 14† | 10  | 11  | 9   | 18  | ki  | 12  | 13  | ki  | 12  | 13  | 17  | 10  | 12  | vi  | ki  | ki  | 12  | 12  | 15  | 13  | 8    |
| 10. | Williams-Mercedes     | 45         |     |     |     |     |     |     |     |     |     |     |     |     |     |     |     | 9   |     |     |     |     |     |     | 8    |
| #   | Csapat                | Rajt- szám | BHR | SAU | AUS | EMI | MIA | ESP | MON | AZE | CAN | GBR | AUT | FRA | HUN | BEL | NED | ITA | SIN | JPN | USA | MXC | SAP | ABU | Pont |

Megjegyzés:
- † – Nem fejezte be a futamot, de rangsorolva lett, mert teljesítette a versenytáv 90%-át.

### Időmérő edzések/Sprintversenyek
Színmagyarázat:
| Helyezés | Pole pozíció | A Q3-ba jutott | Kiesett a Q2-ben | Kiesett a Q1-ben | Nem kvalifikált | Nem vett részt |
| -------- | ------------ | -------------- | ---------------- | ---------------- | --------------- | -------------- |
| Színkód  | 1.           | 2–10.          | 11–15.           | 16–20.           | nk              | ni             |

| #   | Versenyző        | Rajt- szám | BHR | SAU | AUS | EMI | EMI    | MIA | ESP | MON | AZE | CAN | GBR | AUT | AUT    | FRA | HUN | BEL | NED | ITA | SIN | JPN | USA | MXC | SAP | SAP    | UAE |
| #   | Versenyző        | Rajt- szám | Q   | Q   | Q   | Q   | Sprint | Q   | Q   | Q   | Q   | Q   | Q   | Q   | Sprint | Q   | Q   | Q   | Q   | Q   | Q   | Q   | Q   | Q   | Q   | Sprint | Q   |
| --- | ---------------- | ---------- | --- | --- | --- | --- | ------ | --- | --- | --- | --- | --- | --- | --- | ------ | --- | --- | --- | --- | --- | --- | --- | --- | --- | --- | ------ | --- |
| 1.  | Max Verstappen   | 1          | 2   | 4   | 2   | 1   | 1      | 3   | 2   | 4   | 3   | 1   | 2   | 1   | 1      | 2   | 10  | 1   | 1   | 2   | 8   | 1   | 3   | 1   | 2   | 4      | 1   |
| 2.  | Charles Leclerc  | 16         | 1   | 2   | 1   | 2   | 2      | 1   | 1   | 1   | 1   | 15  | 3   | 2   | 2      | 1   | 3   | 4   | 2   | 1   | 1   | 2   | 2   | 7   | 10  | 6      | 3   |
| 3.  | Sergio Pérez     | 11         | 4   | 1   | 2   | 7   | 3      | 4   | 5   | 3   | 2   | 13  | 4   | 13  | 5      | 3   | 11  | 3   | 5   | 4   | 2   | 4   | 4   | 4   | 9   | 5      | 2   |
| 4.  | George Russell   | 63         | 9   | 6   | 6   | 11  | 11     | 12  | 4   | 6   | 5   | 8   | 8   | 4   | 4      | 7   | 1   | 8   | 6   | 6   | 11  | 8   | 6   | 2   | 3   | 1      | 6   |
| 5.  | Lewis Hamilton   | 44         | 5   | 16  | 5   | 13  | 14     | 6   | 6   | 8   | 7   | 4   | 5   | 9   | 8      | 5   | 7   | 7   | 4   | 5   | 3   | 6   | 5   | 3   | 8   | 3      | 5   |
| 6.  | Carlos Sainz Jr. | 55         | 3   | 3   | 9   | 10  | 4      | 2   | 3   | 2   | 4   | 3   | 1   | 3   | 3      | 4   | 2   | 2   | 3   | 3   | 4   | 3   | 1   | 5   | 5   | 2      | 4   |
| 7.  | Lando Norris     | 4          | 13  | 11  | 4   | 3   | 5      | 8   | 11  | 7   | 11  | 14  | 6   | 13  | 11     | 6   | 4   | 10  | 7   | 7   | 6   | 10  | 8   | 8   | 4   | 7      | 7   |
| 8.  | Esteban Ocon     | 31         | 11  | 5   | 8   | 19  | 16     | nk  | 12  | 10  | 13  | 7   | 15  | 5   | 6      | 12  | 5   | 5   | 12  | 11  | 18  | 5   | 18  | 10  | 6   | 17     | 8   |
| 9.  | Fernando Alonso  | 14         | 8   | 7   | 10  | 5   | 9      | 11  | 17  | 8   | 10  | 2   | 7   | 8   | ni     | 8   | 6   | 6   | 13  | 10  | 5   | 7   | 9   | 9   | 7   | 18     | 11  |
| 10. | Valtteri Bottas  | 77         | 6   | 8   | 12  | 8   | 7      | 5   | 7   | 12  | 15  | 11  | 12  | 12  | 10     | 13  | 8   | 20  | 16  | 12  | 16  | 12  | 10  | 6   | 18  | 14     | 18  |
| 11. | Sebastian Vettel | 5          | ni  | ni  | 18  | 9   | 13     | 13  | 16  | 9   | 9   | 17  | 18  | 20  | 19     | 14  | 18  | 16  | 19  | 17  | 14  | 9   | 12  | 17  | 13  | 9      | 9   |
| 12. | Daniel Ricciardo | 3          | 18  | 12  | 7   | 6   | 6      | 14  | 9   | 14  | 12  | 9   | 14  | 16  | 12     | 11  | 9   | 11  | 18  | 8   | 17  | 11  | 17  | 11  | 14  | 11     | 10  |
| 13. | Kevin Magnussen  | 20         | 7   | 10  | 17  | 4   | 8      | 16  | 8   | 13  | 16  | 5   | 17  | 6   | 7      | 10  | 13  | 18  | 17  | 19  | 9   | 18  | 16  | 15  | 1   | 8      | 16  |
| 14. | Pierre Gasly     | 10         | 10  | 9   | 11  | 17  | 17     | 7   | 14  | 17  | 6   | 16  | 11  | 10  | 15     | 16  | 19  | 12  | 11  | 9   | 7   | 17  | 13  | 14  | 12  | 10     | 17  |
| 15. | Lance Stroll     | 18         | 19  | 15  | nk  | 15  | 15     | 10  | 18  | 18  | 19  | 18  | 20  | 17  | 13     | 17  | 14  | 14  | 10  | 18  | 12  | 19  | 7   | 18  | 15  | 16     | 14  |
| 16. | Mick Schumacher  | 47         | 12  | 14  | 15  | 12  | 10     | 15  | 10  | 15  | 20  | 6   | 19  | 7   | 9      | 19  | 15  | 15  | 8   | 20  | 13  | 15  | 19  | 16  | 20  | 12     | 13  |
| 17. | Cunoda Júki      | 22         | 16  | nk  | 13  | 16  | 12     | 9   | 13  | 11  | 8   | 20  | 13  | 14  | 17     | 9   | 16  | 19  | 9   | 15  | 10  | 13  | 15  | 13  | 19  | 15     | 12  |
| 18. | Csou Kuan-jü     | 24         | 15  | 13  | 14  | 14  | 20     | 17  | 14  | 20  | 14  | 10  | 9   | 18  | 14     | 18  | 12  | 13  | 14  | 14  | 15  | 14  | 14  | 12  | 17  | 13     | 15  |
| 19. | Alexander Albon  | 23         | 14  | 17  | 16  | nk  | 18     | 18  | 19  | 16  | 17  | 12  | 16  | 11  | 16     | 15  | 17  | 9   | 15  | ni  | 19  | 16  | 11  | 19  | 11  | 20     | 19  |
| 20. | Nicholas Latifi  | 6          | 20  | 19  | 19  | 18  | 19     | 19  | 20  | 19  | 18  | 19  | 10  | 19  | 18     | 20  | 20  | 17  | 20  | 16  | 20  | 20  | 20  | 20  | 16  | 19     | 20  |
| 21. | Nyck de Vries    | 45         |     |     |     |     |        |     |     |     |     |     |     |     |        |     |     |     |     | 13  |     |     |     |     |     |        |     |
| 22. | Nico Hülkenberg  | 27         | 17  | 18  |     |     |        |     |     |     |     |     |     |     |        |     |     |     |     |     |     |     |     |     |     |        |     |
| #   | Versenyző        | Rajtszám   | Q   | Q   | Q   | Q   | Sprint | Q   | Q   | Q   | Q   | Q   | Q   | Q   | Sprint | Q   | Q   | Q   | Q   | Q   | Q   | Q   | Q   | Q   | Q   | Sprint | Q   |
| #   | Versenyző        | Rajtszám   | BHR | SAU | AUS | EMI | EMI    | MIA | ESP | MON | AZE | CAN | GBR | AUT | AUT    | FRA | HUN | BEL | NED | ITA | SIN | JPN | USA | MXC | SAP | SAP    | UAE |

Megjegyzés: A helyezések a világbajnokság pontversenyében elfoglalt pozíciót jelentik. A táblázatban az időmérő edzésen és a sprintfutamon elért eredmények, nem pedig a végleges rajtpozíciók szerepelnek.
- † – A rajtpozíció változott az időmérő edzésen vagy a sprintfutamon elért helyezéshez képest (nem számítva egy másik versenyző hátrasorolásából következő előrelépést a rajtrácson). A részletekért lásd a futamok szócikkeit.

### Csapattársak egymás elleni eredményei
| Időmérő edzések/Sprintversenyek | Időmérő edzések/Sprintversenyek | Időmérő edzések/Sprintversenyek | Időmérő edzések/Sprintversenyek | Időmérő edzések/Sprintversenyek | Csapat                | Versenyek | Versenyek        | Versenyek | Versenyek        | Versenyek |
| Rajtszám                        | Pilóta                          | Állás                           | Pilóta                          | Rajtszám                        | Csapat                | Rajtszám  | Pilóta           | Állás     | Pilóta           | Rajtszám  |
| ------------------------------- | ------------------------------- | ------------------------------- | ------------------------------- | ------------------------------- | --------------------- | --------- | ---------------- | --------- | ---------------- | --------- |
| 44                              | Lewis Hamilton                  | 13–9                            | George Russell                  | 63                              | Mercedes              | 44        | Lewis Hamilton   | 8–9       | George Russell   | 63        |
| 1                               | Max Verstappen                  | 18–4                            | Sergio Pérez                    | 11                              | Red Bull              | 1         | Max Verstappen   | 14–4      | Sergio Pérez     | 11        |
| 16                              | Charles Leclerc                 | 15–7                            | Carlos Sainz Jr.                | 55                              | Ferrari               | 16        | Charles Leclerc  | 7–7       | Carlos Sainz Jr. | 55        |
| 3                               | Daniel Ricciardo                | 2–20                            | Lando Norris                    | 4                               | McLaren-Mercedes      | 3         | Daniel Ricciardo | 4–14      | Lando Norris     | 4         |
| 14                              | Fernando Alonso                 | 12–10                           | Esteban Ocon                    | 31                              | Alpine-Renault        | 14        | Fernando Alonso  | 7–9       | Esteban Ocon     | 31        |
| 10                              | Pierre Gasly                    | 13–9                            | Cunoda Júki                     | 22                              | AlphaTauri-Red Bull   | 10        | Pierre Gasly     | 9–5       | Cunoda Júki      | 22        |
| 5                               | Sebastian Vettel                | 13–7                            | Lance Stroll                    | 18                              | Aston Martin-Mercedes | 5         | Sebastian Vettel | 9–7       | Lance Stroll     | 18        |
| 27                              | Nico Hülkenberg                 | 1–1                             | Lance Stroll                    | 18                              | Aston Martin-Mercedes | 27        | Nico Hülkenberg  | 1–1       | Lance Stroll     | 18        |
| 6                               | Nicholas Latifi                 | 1–20                            | Alexander Albon                 | 23                              | Williams-Mercedes     | 6         | Nicholas Latifi  | 1–13      | Alexander Albon  | 23        |
| 6                               | Nicholas Latifi                 | 0-1                             | Nyck de Vries                   | 45                              | Williams-Mercedes     | 6         | Nicholas Latifi  | 0-1       | Nyck de Vries    | 45        |
| 24                              | Csou Kuan-jü                    | 8–14                            | Valtteri Bottas                 | 77                              | Alfa Romeo-Ferrari    | 24        | Csou Kuan-jü     | 3–9       | Valtteri Bottas  | 77        |
| 20                              | Kevin Magnussen                 | 16–6                            | Mick Schumacher                 | 47                              | Haas-Ferrari          | 20        | Kevin Magnussen  | 5–9       | Mick Schumacher  | 47        |

Megjegyzés: Az időmérő edzéseken és a sprintfutamokon ha egy csapatból egyik pilóta sem tudta kvalifikálni magát a futamra, versenyeken pedig ha a csapat mindkét pilótája kiesett vagy helyezetlenül ért célba (továbbá ha a korábbi csapattárs helyett más pilóta volt a versenyző csapattársa a futamon), a verseny nem számít bele az egymás elleni állásba. Emiatt előfordul, hogy egyes csapatoknál a szezon végén nem jön ki mind a 22 verseny.

#### Csapat színkódok
| Csapat  | Mercedes | Red Bull | Ferrari | McLaren | Alpine | AlphaTauri | Aston Martin | Williams | Alfa Romeo | Haas |
| ------- | -------- | -------- | ------- | ------- | ------ | ---------- | ------------ | -------- | ---------- | ---- |
| Színkód |          |          |         |         |        |            |              |          |            |      |